# وولارنا
وولارنا (به لاتین: Volárna) یک منطقهٔ مسکونی در جمهوری چک است که در شهرستان کولین واقع شده‌است.
 وولارنا ۴٫۰۶ کیلومتر مربع مساحت و ۴۸۶ نفر جمعیت دارد و ۱۹۶ متر بالاتر از سطح دریا واقع شده‌است.